# Handball aux Jeux olympiques d'été de 1980
Navigation
Montréal 1976 Los Angeles 1984
Les compétitions masculine et féminine de handball aux Jeux olympiques d'été de 1980 organisés à Moscou en Union des républiques socialistes soviétiques, se sont déroulés du 20 au 30 juillet 1980 au Palais des sports Sokolniki et au Palais des sports du Dinamo (en) de Moscou. Ces Jeux sont marqués par le boycott de certaines nations, mais les meilleures nations mondiales sont présentes à l'exception des Ouest-Allemands, champions du monde en 1978.
Dans le tournoi olympique hommes, comme en 1976, les vainqueurs des poules se qualifient directement pour la finale, rendant les matchs de poule d'une importance capitale. Dans le groupe A, les Allemands de l'Est n'ont pas eu trop de mal à atteindre la première place. S'ils ont été tenus en échec par la Hongrie (14-14) lors de la deuxième journée, les Hongrois avaient déjà fait match nul face à la Pologne lors du premier match, de sorte que les Allemands ont leur destin en main. Le quatrième match de poule contre la Pologne a été serré (22-21), mais l'Allemagne de l'Est ne laisse pas passer sa chance face au Danemark (24-20) pour atteindre la finale tandis que la Hongrie jouera pour la médaille de bronze. En revanche, dans le groupe B, c'est un match à trois entre la Roumanie, l'URSS et la Yougoslavie : ces derniers remportent la première manche face aux Roumains 23 à 21 qui parviennent ensuite à renverser la vapeur 22 à 19 face à l'URSS après avoir pourtant été mené 15-9 à la mi-temps. Le dernier match entre les Soviétiques et les Yougoslaves est alors décisif : si les Soviétiques gagnent par quatre buts ou plus, ils se qualifient pour la finale. Si cette avance est atteinte dès le début de la deuxième mi-temps (13-9), les Yougoslaves reviennent à deux buts à sept minutes du terme du match (19-17) mais, grâce notamment aux 5 penaltys arrêtés par leur gardien Mykola Tomine (en), les Soviétiques s'imposent finalement 22 à 17 et se qualifient in extremis pour la finale tandis que, comme 4 ans plus tôt, la Yougoslavie doit se contenter du match pour la 5e place.
La finale oppose donc le tenant du titre soviétique à la RDA, seule invaincue lors des matchs de poule. Si l'URSS prend rapidement deux buts d'avance (5-3), les deux équipes restent au coude à coude : 10-10 à la mi-temps et 20-20 à la fin du temps réglementaire, les Soviétiques ayant égalisé à peine 22 secondes avant le coup de sifflet final. Si l'URSS marque le premier dans cette prolongation, la RDA enchaine par un 3-0 décisif pour remporter le titre olympique (23-22). Pour le dernier buteur allemand, Hans-Georg Beyer (en), ce sont des Jeux olympiques plus que réussis puisque son frère Udo a remporté une médaille de bronze au lancer du poids et sa sœur Gisela (en) a terminé quatrième au lancer du disque. Dans le match pour le bronze, les Roumains prennent rapidement une grande avance (9-4 à la 23e minute puis 16-8 à la 37e minute), mais les Hongrois parviennent peu à peu à combler leur retard pour revenir à un but (18-17 à la 56e minute). Mais la Roumanie ne compte pas laisser filer cette troisième médaille olympique consécutive et s'impose finalement 20 à 18.
Dans le tournoi olympique femmes, les 6 équipes qualifiées s'affrontent dans une poule unique. Les Est-allemandes, deuxièmes en 1976 et vainqueur de trois des quatre précédents titres mondiaux (1971, 1975 et 1978), font figure de favorites, mais elles sont contraintes de concéder un match nul (15-15) face à la Yougoslavie lors de la deuxième journée. Si les Yougoslaves s'inclinent nettement 18 à 9 face aux Soviétiques, le dernier match entre la RDA et l'URSS reste décisif pour déterminer l'ordre des médailles. Mais les Soviétiques, qui avaient solidement remporté tous leurs matchs précédents, ne laisse guère d'espoir aux Est-allemandes, menant rapidement 6 à 2. Si la RDA recolle à 7-6, l'URSS, grâce notamment au huitième but d'Olga Zoubareva, reprend sa domination (16-8 à la 41e minute) pour finalement s'imposer 18-13. L'URSS est championne olympique tandis que la Yougoslavie et l'Allemagne de l'Est, à égalité de points et ayant fait match nul, sont départagées à la différence de buts générale au profit des Yougoslaves. La RDA décroche donc la médaille de bronze avec dans ses rangs Roswitha Krause, athlète étonnante de longévité qui avait décroché une médaille d'argent en natation douze ans plus à Mexico.

## Podiums finaux

### Podium femmes
| Médaille                            | Pays               | Joueurs |
| ----------------------------------- | ------------------ | --- |
| Médaille d'or, Jeux olympiques      | Union soviétique   | Larissa Karlova, Tatiana Kotchergina, Valentina Loutaïeva, Aldona Nenėnienė, Lioubov Odinokova, Irina Palchikova, Lioudmyla Poradnyk, Ioulia Safina, Larissa Savkina, Sigita Strečen, Natalia Timochkina, Zinaïda Tourtchina, Olga Zoubareva ; Entraîneur : Igor Tourtchine |
| Médaille d'argent, Jeux olympiques  | Yougoslavie        | Svetlana Anastasovska, Mirjana Đurica, Radmila Drljača, Katica Ileš, Slavica Jeremić, Svetlana Kitić, Jasna Merdan, Vesna Milosević, Mirjana Ognjenović, Vesna Radović, Radmila Savić, Ana Titlić, Biserka Višnjić, Zorica Vojinović ; Entraîneur : Josip Samaržija         |
| Médaille de bronze, Jeux olympiques | Allemagne de l'Est | Birgit Heinecke, Roswitha Krause, Waltraud Kretzschmar, Katrin Krüger, Kornelia Kunisch, Evelyn Matz, Kristina Richter, Christina Rost, Sabine Röther, Renate Rudolph, Marion Tietz, Petra Uhlig, Claudia Wunderlich, Hannelore Zober ; Entraîneur : Peter Kretzschmar      |

### Podium hommes
| Médaille                            | Pays               | Joueurs |
| ----------------------------------- | ------------------ | --- |
| Médaille d'or, Jeux olympiques      | Allemagne de l'Est | Hans-Georg Beyer, Lothar Doering, Günter Dreibrodt, Ernst Gerlach, Klaus Gruner, Rainer Höft, Hans-Georg Jaunich, Hartmut Krüger, Peter Rost, Dietmar Schmidt, Wieland Schmidt, Siegfried Voigt, Frank-Michael Wahl, Ingolf Wiegert. Entraineur : Paul Tiedemann                                        |
| Médaille d'argent, Jeux olympiques  | Union soviétique   | Alexandre Anpilogov, Vladimir Belov, Evgeni Tchernitchov, Anatoli Fedioukine, Mikhaïl Ichtchenko, Alexandre Karchakevitch, Youri Kidyaev, Vladimir Kravtsov, Sergueï Kouchniriouk, Victor Makhorine, Voldemaras Novickis, Vladimir Repev, Mikola Tomine, Alexeï Zhouk. Entraineur : Anatoli Evtouchenko |
| Médaille de bronze, Jeux olympiques | Roumanie           | Ștefan Birtalan, Iosif Boroş, Adrian Cosma, Cezar Drăgăniță, Marian Dumitru, Cornel Durău, Alexandru Fölker, Claudiu Ionescu, Nicolae Munteanu, Vasile Stîngă, Lucian Vasilache, Neculai Vasilcă, Radu Voina, Maricel Voinea. Entraineur : Ioan Kunst-Ghermănescu, Niculae Nedeff et Lascăr Pană        |

## Tournoi olympique hommes
A l'issue des deux derniers grands tournois de préparation (le tournoi des Carpates en Roumanie et le tournoi de Valladolid en Espagne), les techniciens acceptaient, semble-t-il, l'autorité et l'hégémonie soviétique d'un côté et le renouveau de la Roumanie de l'autre. Ces deux grandes nations étant toutefois dans la même poule, la seule certitude était de ne pas pouvoir assister à une finale URSS-Roumanie. Mais ce tournoi, dont l'issue, pour beaucoup, était connue d'avance, allait nous réserver son lot de surprises et de rebondissements extraordinaires :
- dans le Groupe A :
  - l'Espagne a commencé son festival en battant le Danemark, 4e au Mondial A de 78 ;
  - la Pologne, qui est pourtant apparue vieillissante pour certains joueurs et un peu inexpérimentée par ses jeunes joueurs, a laissé le Danemark à 14 buts (26-12). C'était le premier KO des Jeux olympiques.
  - l'Espagne bien partie s'est essoufflée. Elle a été tenue en échec par Cuba (24-24) ;
  - le Danemark s'est ressaisi après sa lourde défaite face à la Pologne mais s'est malgré tout incliné 15-16 face à la Hongrie ;
  - la Pologne s'est inclinée 22-24 devant une équipe d'Espagne plus combattante et orgueilleuse que jamais. La Pologne termine 4e derrière son adversaire du jour et descend dans le Mondial B avec le Danemark et la Suisse (Groupe B) ;
  - En revanche, pas de grand suspense à la tête de la poule puisque la RDA a fini en tête devant une excellente Hongrie.
- dans le Groupe B :
  - l'Algérie a bien résisté face à la Yougoslavie 22-18 mais a ensuite connu les pires difficultés dues à son manque de préparation et au rajeunissement de son équipe ;
  - le Koweit, nouveau venu et entraîné par le Hongrois de Honved Adorjan, n'a fait que participer ! C'est bien pour l'Olympisme mais peu intéressant au plan de la compétition...
  - la Yougoslavie a battu la Roumanie 23-21, c'est le premier grand résultat, la Yougoslavie s'est immiscée entre la Roumanie et l'URSS ;
  - menée 9-15 à la mi-temps par l'URSS triomphante et jouant un handball de rêve, la Roumanie a totalement renversé la situation, refaisant progressivement son retard pour s'imposer 22-19 dans une ambiance dramatique ;
  - le match URSS - Yougoslavie est devenu décisif et les Yougoslaves, après avoir eu pendant 55 minutes leur place en finale olympique mais avoir raté 5 pénalties dans les 30 dernières minutes, sont battus de 5 buts (22-17) et termine même derrière la Roumanie, synonyme de match pour la 5e place ;
  - les Roumains ont eu eux aussi beaucoup d'émotions après avoir manqué au goal-average particulier leur place en finale du fait de la victoire soviétique face aux Yougoslaves. Ils doivent toutefois l'emporter contre la Suisse pour jouer la médaille de bronze. A égalité à 10 minutes de la fin, ils ne gagnent pourtant que 18-16 et évitent une humiliante défaite qui les aurait vu être relégués dans le Mondial B.
- les finales voient aussi apporter leur lot d'imprévus :
  - l'Espagne repousse la future et jeune équipe yougoslave pour terminer à la cinquième place.
  - la Roumanie, quadruple championne du monde, n'est toujours pas championne olympique et doit se contenter d'une médaille de bronze glanée face à la Hongrie.
  - surtout la RDA, bien inspirée, bat l'URSS après prolongations en utilisant tous ses moyens face aux gigantesques et talentueux Soviétiques dont on se demande encore pourquoi et comment ils ont perdu.

### Qualifications
Les douze équipes qualifiées sont, :
| Équipe               | Motif de qualification                            | Commentaire                     |
| -------------------- | ------------------------------------------------- | ------------------------------- |
| Union soviétique     | Pays hôte                                         | -                               |
| Allemagne de l'Ouest | Vainqueur du Championnat du monde 1978            | Boycott                         |
| Allemagne de l'Est   | 3e du Championnat du monde 1978                   | -                               |
| Danemark             | 4e du Championnat du monde 1978                   | -                               |
| Yougoslavie          | 5e du Championnat du monde 1978                   | -                               |
| Pologne              | 6e du Championnat du monde 1978                   | -                               |
| Roumanie             | 7e du Championnat du monde 1978                   | -                               |
| Espagne              | Vainqueur du Championnat du monde B 1979          | -                               |
| Suisse               | 2e du Championnat du monde B 1979                 | -                               |
| Hongrie              | 3e du Championnat du monde B 1979                 | Remplace l'Allemagne de l'Ouest |
| Tunisie              | Vainqueur du Championnat d'Afrique 1979           | Boycott                         |
| Algérie              | 3e du Championnat d'Afrique 1979                  | Remplace la Tunisie             |
| Cuba                 | Vainqueur du Championnat panaméricain 1979        | -                               |
| Japon                | vainqueur du tournoi de qualification d'Asie 1979 | Boycott                         |
| Koweït               | 3e du Championnat d'Asie 1979                     | Remplace le Japon               |

### Groupe A
| \| \| Équipe \| Pts \| J \| G \| N \| P \| Bp \| Bc \| Diff \| \| - \| ------------------ \| --- \| - \| - \| - \| - \| --- \| --- \| ---- \| \| 1 \| Allemagne de l'Est \| 9 \| 5 \| 4 \| 1 \| 0 \| 108 \| 92 \| 16 \| \| 2 \| Hongrie \| 8 \| 5 \| 3 \| 2 \| 0 \| 96 \| 88 \| 8 \| \| 3 \| Espagne \| 5 \| 5 \| 2 \| 1 \| 2 \| 102 \| 106 \| -4 \| \| 4 \| Pologne \| 5 \| 5 \| 2 \| 1 \| 2 \| 123 \| 97 \| 26 \| \| 5 \| Danemark \| 2 \| 5 \| 1 \| 0 \| 4 \| 96 \| 104 \| -8 \| \| 6 \| Cuba \| 1 \| 5 \| 0 \| 1 \| 4 \| 103 \| 141 \| -38 \| | - Qualification pour la finale. - Qualification pour le match pour la 3e place. - Matchs de classements pour la 5e à la 12e place. |     |   |   |   |   |     |     |      |
| | Équipe | Pts | J | G | N | P | Bp  | Bc  | Diff |
| 1 | Allemagne de l'Est | 9   | 5 | 4 | 1 | 0 | 108 | 92  | 16   |
| 2 | Hongrie | 8   | 5 | 3 | 2 | 0 | 96  | 88  | 8    |
| 3 | Espagne | 5   | 5 | 2 | 1 | 2 | 102 | 106 | -4   |
| 4 | Pologne | 5   | 5 | 2 | 1 | 2 | 123 | 97  | 26   |
| 5 | Danemark | 2   | 5 | 1 | 0 | 4 | 96  | 104 | -8   |
| 6 | Cuba | 1   | 5 | 0 | 1 | 4 | 103 | 141 | -38  |

- 20 juillet, Palais des sports Sokolniki
  - Danemark - Cuba : 30-18
  - Pologne - Hongrie : 20-20 
  - Allemagne de l'Est - Espagne : 21-17
- 22 juillet, Palais des sports du Dinamo
  - Pologne - Cuba : 34-19
  - Danemark - Espagne : 19-20
  - Allemagne de l'Est - Hongrie : 14-14
- 24 juillet, Palais des sports Sokolniki
  - Espagne - Hongrie : 17-20
  - Danemark - Pologne : 12-26
  - Allemagne de l'Est - Cuba : 27-20
- 26 juillet, Palais des sports du Dinamo
  - Espagne - Cuba : 24-24
  - Danemark - Hongrie : 15-16
  - Allemagne de l'Est - Pologne : 22-21
- 28 juillet, Palais des sports Sokolniki
  - Hongrie - Cuba : 26-22
  - Pologne - Espagne : 22-24
  - Allemagne de l'Est - Danemark : 24-20

### Groupe B

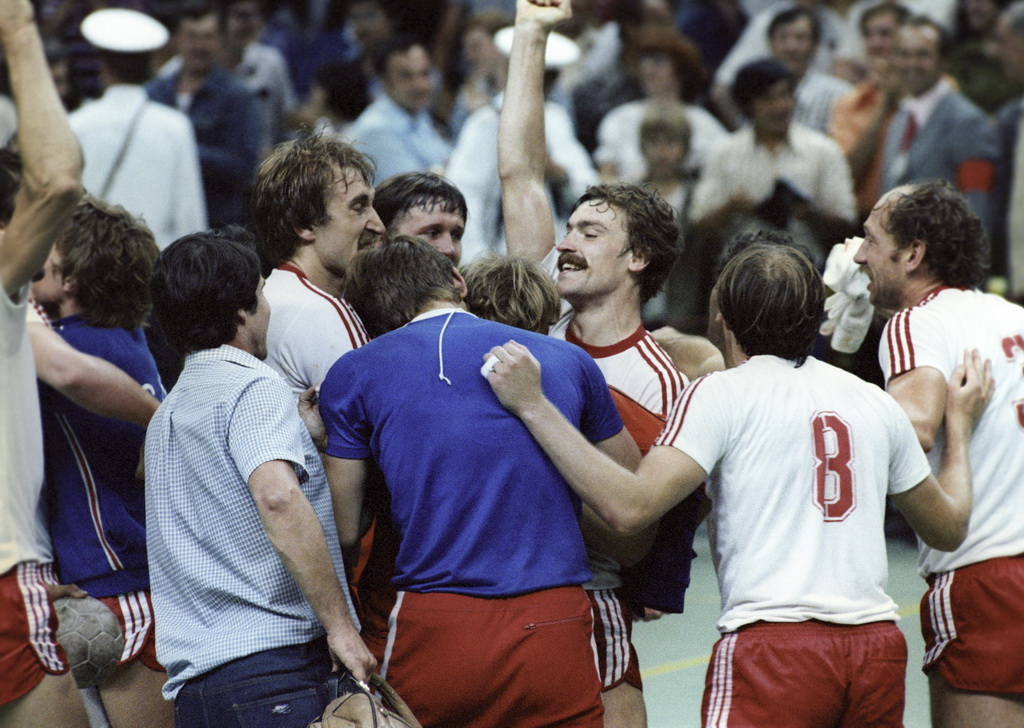
Les joueurs soviétiques fêtent leur victoires contre la Yougoslavie.

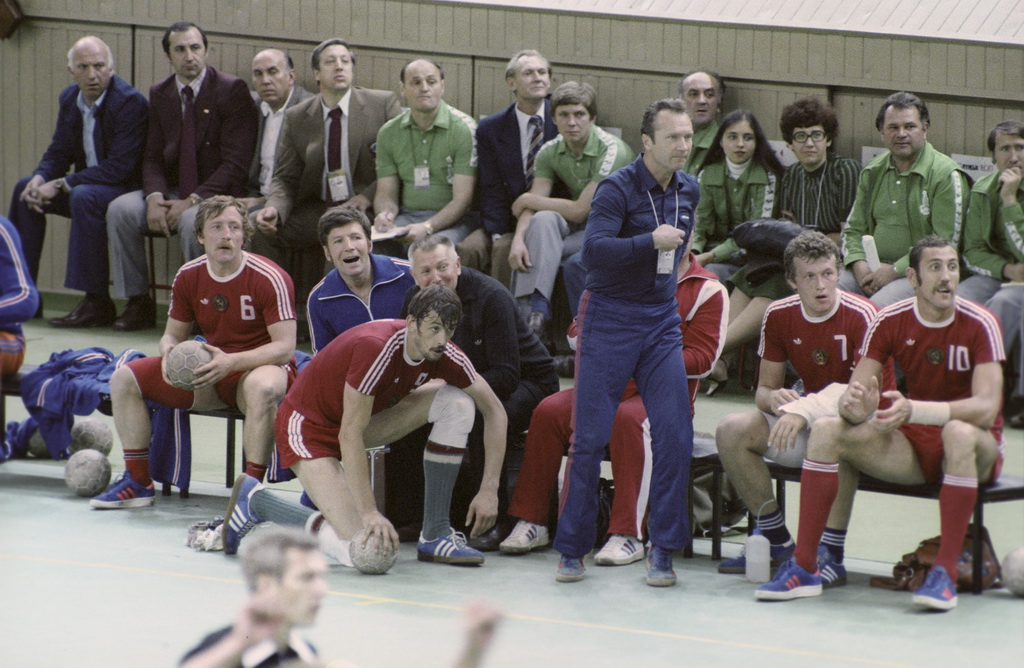
Le banc soviétique lors du match contre la Roumanie.

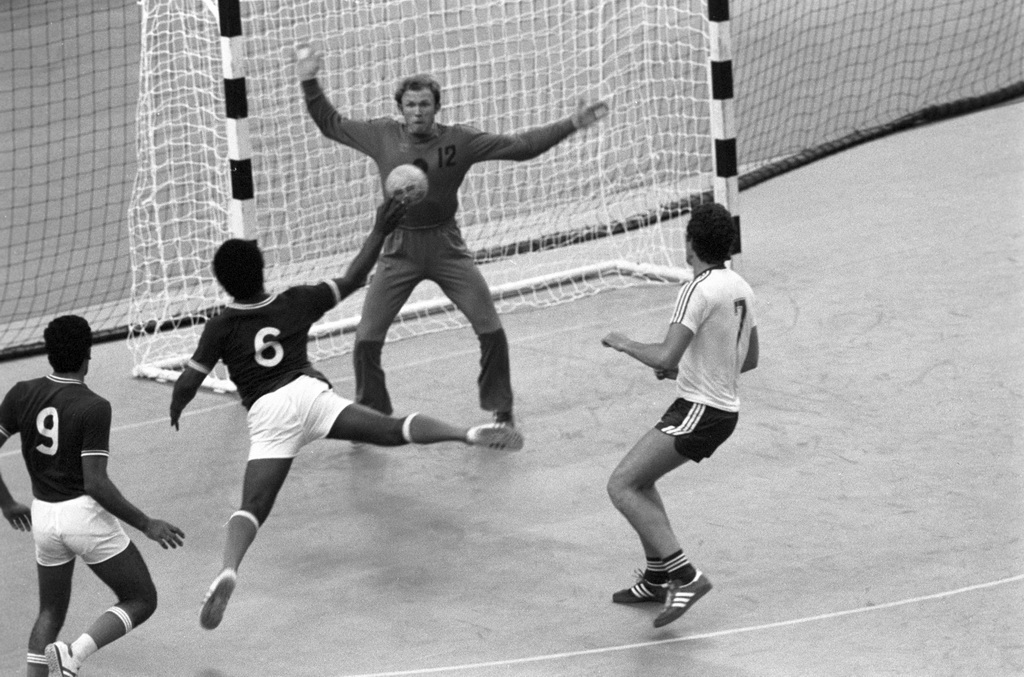
Le soviétique Mikhaïl Ichtchenko face à un tireur Koweïtien.

L'URSS (+2), la Roumanie (+1) et la Yougoslavie (-3) sont départagés selon la différence de buts particulière entre les trois nations et comme 4 ans plus tôt, la Yougoslavie doit se contenter du match pour la 5e place.
| \| \| Équipe \| Pts \| J \| G \| N \| P \| Bp \| Bc \| Diff \| Dép \| \| - \| ---------------- \| --- \| - \| - \| - \| - \| --- \| --- \| ---- \| --- \| \| 1 \| Union soviétique \| 8 \| 5 \| 4 \| 0 \| 1 \| 134 \| 75 \| 59 \| +2 \| \| 2 \| Roumanie \| 8 \| 5 \| 4 \| 0 \| 1 \| 119 \| 88 \| 31 \| +1 \| \| 3 \| Yougoslavie \| 8 \| 5 \| 4 \| 0 \| 1 \| 132 \| 92 \| 40 \| -3 \| \| 4 \| Suisse \| 4 \| 5 \| 2 \| 0 \| 3 \| 110 \| 98 \| 12 \| / \| \| 5 \| Algérie \| 2 \| 5 \| 1 \| 0 \| 4 \| 94 \| 124 \| -30 \| / \| \| 6 \| Koweït \| 0 \| 5 \| 0 \| 0 \| 5 \| 64 \| 176 \| -112 \| / \| | - Qualification pour la finale. - Qualification pour le match pour la 3e place. - Matchs de classements pour la 5e à la 12e place. |     |   |   |   |   |     |     |      |     |
| | Équipe | Pts | J | G | N | P | Bp  | Bc  | Diff | Dép |
| 1 | Union soviétique | 8   | 5 | 4 | 0 | 1 | 134 | 75  | 59   | +2  |
| 2 | Roumanie | 8   | 5 | 4 | 0 | 1 | 119 | 88  | 31   | +1  |
| 3 | Yougoslavie | 8   | 5 | 4 | 0 | 1 | 132 | 92  | 40   | -3  |
| 4 | Suisse | 4   | 5 | 2 | 0 | 3 | 110 | 98  | 12   | /   |
| 5 | Algérie | 2   | 5 | 1 | 0 | 4 | 94  | 124 | -30  | /   |
| 6 | Koweït | 0   | 5 | 0 | 0 | 5 | 64  | 176 | -112 | /   |

- 20 juillet, Palais des sports du Dinamo
  - Yougoslavie - Algérie : 22-18
  - Roumanie - Koweït : 32-12
  - URSS - Suisse : 22-15
- 22 juillet, Palais des sports Sokolniki
  - Roumanie - Algérie : 26-18
  - URSS - Koweït : 38-11
  - Yougoslavie - Suisse : 26-21
- 24 juillet, Palais des sports du Dinamo
  - Suisse - Koweït : 32-14
  - URSS - Algérie : 33-10
  - Yougoslavie - Roumanie : 23-21
- 26 juillet, Palais des sports Sokolniki
  - Suisse - Algérie : 26-18
  - Yougoslavie - Koweït : 44-10
  - URSS - Roumanie : 19-22
- 28 juillet, Palais des sports du Dinamo
  - Koweït - Algérie : 17-30
  - Roumanie - Suisse : 18-16
  - URSS - Yougoslavie : 22-17

### Tour final

#### Finale
| 30 juillet 1980 18h30 | Allemagne de l'Est | 23 – 22 (ap)       | Union soviétique | Palais des sports Sokolniki, Moscou Arbitrage : Carl-Olov Nilsson Lars-Eric Jersmyr |
| 30 juillet 1980 18h30 | Hartmut Krüger 6   | (10-10, 20-20)     | Belov, Anpilogov | Palais des sports Sokolniki, Moscou Arbitrage : Carl-Olov Nilsson Lars-Eric Jersmyr |
| 30 juillet 1980 18h30 | Prol. : 3-2        |                    |                  | Palais des sports Sokolniki, Moscou Arbitrage : Carl-Olov Nilsson Lars-Eric Jersmyr |
| 30 juillet 1980 18h30 | ×2 ×10 ×1          | Olympedia LA84.org | ×2 ×5            | Palais des sports Sokolniki, Moscou Arbitrage : Carl-Olov Nilsson Lars-Eric Jersmyr |

| Allemagne de l'Est          |                    |   |                                                     |
|                             |                    |   |                                                     |
| Gardiens de but :           |                    |   |                                                     |
| 12                          | Wieland Schmidt    | 0 | Carton jaune                                        |
| 1                           | Siegfried Voigt    | 0 |                                                     |
| Joueurs de champ :          |                    |   |                                                     |
| 2                           | Günter Dreibrodt   | 0 | Suspension · Suspension                             |
| 3                           | Peter Rost         | 4 | Suspension                                          |
| 4                           | Klaus Gruner       | 0 | Suspension                                          |
| 5                           | Hans-Georg Beyer   | 2 |                                                     |
| 6                           | Dietmar Schmidt    | 0 |                                                     |
| 7                           | Hartmut Krüger     | 6 |                                                     |
| 8                           | Lothar Doering     | 3 | Suspension · Suspension · Suspension · Carton rouge |
| 10                          | Frank-Michael Wahl | 5 | Carton jaune · Suspension                           |
| 11                          | Ingolf Wiegert     | 3 | Suspension                                          |
| 13                          | Rainer Höft        | 0 | Suspension                                          |
| Entraîneur : Paul Tiedemann |                    |   |                                                     |

| Union soviétique                 |                         |   |                           |
|                                  |                         |   |                           |
| Gardiens de but :                |                         |   |                           |
| 1                                | Mikhaïl Ichtchenko      | 0 |                           |
| 12                               | Mikola Tomine           | 0 |                           |
| Joueurs de champ :               |                         |   |                           |
| 3                                | Victor Makhorine        | 2 |                           |
| 4                                | Sergueï Kouchniriouk    | 2 | Carton jaune · Suspension |
| 5                                | Alexandre Karchakevitch | 2 |                           |
| 7                                | Vladimir Belov          | 5 | Carton jaune · Suspension |
| 8                                | Anatoli Fedioukine      | 2 | Suspension                |
| 9                                | Alexandre Anpilogov     | 5 |                           |
| 10                               | Evguéni Tchernitchov    | 0 | Suspension                |
| 11                               | Alexeï Zhouk            | 1 |                           |
| 13                               | Youri Kidyaev           | 3 |                           |
| 15                               | Voldemaras Novickis     | 0 | Suspension                |
| Entraîneur : Anatoli Evtouchenko |                         |   |                           |

#### Match pour la3eplace
| 30 juillet 1980 14h30 | Roumanie        | 20 – 18            | Hongrie        | Palais des sports Sokolniki, Moscou Arbitrage : Gerrit Houtbraken, Gerrit van den Ham |
| 30 juillet 1980 14h30 | Vasile Stîngă 7 | (11-7)             | Péter Kovács 5 | Palais des sports Sokolniki, Moscou Arbitrage : Gerrit Houtbraken, Gerrit van den Ham |
| 30 juillet 1980 14h30 | ×1 ×5 ×1        | Olympedia LA84.org | ×1 ×3          | Palais des sports Sokolniki, Moscou Arbitrage : Gerrit Houtbraken, Gerrit van den Ham |

| Roumanie                                        |                  |   |                                                     |
|                                                 |                  |   |                                                     |
| Gardiens de but :                               |                  |   |                                                     |
| 1                                               | Nicolae Munteanu | 0 |                                                     |
| 16                                              | Claudiu Ionescu  | 0 |                                                     |
| Joueurs de champ :                              |                  |   |                                                     |
| 2                                               | Marian Dumitru   | 3 |                                                     |
| 3                                               | Iosif Boroş      | 3 |                                                     |
| 4                                               | Maricel Voinea   | 1 |                                                     |
| 5                                               | Vasile Stîngă    | 7 |                                                     |
| 6                                               | Radu Voina       | 1 | Suspension                                          |
| 8                                               | Cornel Durau     | 2 |                                                     |
| 9                                               | Ștefan Birtalan  | 1 |                                                     |
| 10                                              | Alexandru Fölker | 0 | Carton jaune · Suspension                           |
| 11                                              | Neculai Vasilcă  | 2 |                                                     |
| 15                                              | Adrian Cosma     | 0 | Suspension · Suspension · Suspension · Carton rouge |
| Entraîneurs : Kunst-Ghermănescu, Nedeff et Pană |                  |   |                                                     |

| Hongrie                    |                  |   |                           |
|                            |                  |   |                           |
| Gardiens de but :          |                  |   |                           |
| 1                          | Béla Bartalos    | 0 |                           |
| 16                         | Miklós Kovacsics | 0 |                           |
| Joueurs de champ :         |                  |   |                           |
| 2                          | László Szabó     | 2 | Suspension                |
| 3                          | Péter Kovács     | 5 |                           |
| 4                          | Sándor Vass      | 3 |                           |
| 5                          | János Fodor      | 0 |                           |
| 6                          | István Szilágyi  | 1 | Carton jaune · Suspension |
| 7                          | József Kenyeres  | 2 |                           |
| 8                          | László Jánovszki | 1 | Suspension                |
| 10                         | Ernő Gubányi     | 0 |                           |
| 11                         | Zsolt Kontra     | 4 |                           |
| 13                         | Árpád Pál        | 0 |                           |
| Entraîneur : Mihály Faludi |                  |   |                           |

### Matchs de classement
| Match                   | Date                   | Équipe 1 | Scores                   | Équipe 2    |
| ----------------------- | ---------------------- | -------- | ------------------------ | ----------- |
| Match pour la 5e place  | 30 juillet 1980, 13,00 | Espagne  | 24 – 23ap (21-21, 12-7)  | Yougoslavie |
| Match pour la 7e place  | 30 juillet 1980, 14h00 | Pologne  | 23 – 22ap (20-20, 11-10) | Suisse      |
| Match pour la 9e place  | 30 juillet 1980, 12h30 | Danemark | 28 – 20 (15-9)           | Algérie     |
| Match pour la 11e place | 30 juillet 1980, 11h00 | Cuba     | 32 – 24 (16-13)          | Koweït      |

### Bilan
| Rang                                | Équipe             | Qualifications                                            |
| ----------------------------------- | ------------------ | --------------------------------------------------------- |
| Médaille d'or, Jeux olympiques      | Allemagne de l'Est | Qualifiés pour le Championnat du monde 1982               |
| Médaille d'argent, Jeux olympiques  | Union soviétique   | Qualifiés pour le Championnat du monde 1982               |
| Médaille de bronze, Jeux olympiques | Roumanie           | Qualifiés pour le Championnat du monde 1982               |
| 4e                                  | Hongrie            | Qualifiés pour le Championnat du monde 1982               |
| 5e                                  | Espagne            | Qualifiés pour le Championnat du monde 1982               |
| 6e                                  | Yougoslavie        | Qualifiés pour le Championnat du monde 1982               |
|                                     |                    |                                                           |
| 7e                                  | Pologne            | Relégués dans le Championnat du monde B 1981              |
| 8e                                  | Suisse             | Relégués dans le Championnat du monde B 1981              |
| 9e                                  | Danemark           | Relégués dans le Championnat du monde B 1981              |
|                                     |                    |                                                           |
| 10e                                 | Algérie            | Reversés dans les tournois de qualifications continentaux |
| 11e                                 | Cuba               | Reversés dans les tournois de qualifications continentaux |
| 12e                                 | Koweït             | Reversés dans les tournois de qualifications continentaux |

### Statistiques
Les meilleurs buteurs sont :
| Rang | Joueur               | Nation             | Buts  | Buts | Buts | MJ | Moy |
| Rang | Joueur               | Nation             | Total | Ch.  | 7m   | MJ | Moy |
| ---- | -------------------- | ------------------ | ----- | ---- | ---- | -- | --- |
| 1    | Jerzy Klempel        | Pologne            | 42    | 22   | 20   | 6  | 7,0 |
| 2    | Ernst Züllig (de)    | Suisse             | 40    | 18   | 22   | 6  | 6,7 |
| 3    | Vasile Stîngă        | Roumanie           | 36    | 34   | 2    | 6  | 6   |
| 4    | Jesús Agramonte (en) | Cuba               | 34    | 28   | 6    | 6  | 5,7 |
| 5    | Pavle Jurina (en)    | Yougoslavie        | 33    | 33   | 0    | 6  | 5,5 |
| 5    | Frank-Michael Wahl   | Allemagne de l'Est | 33    | 33   | 0    | 6  | 5,5 |
| 5    | Ahcene Djeffal       | Algérie            | 33    | 14   | 19   | 6  | 5,5 |
| 8    | Zsolt Kontra (en)    | Hongrie            | 30    | 18   | 12   | 6  | 5   |
| 8    | Juan Prendes (en)    | Cuba               | 30    | 18   | 12   | 6  | 5   |
| 10   | Alexandre Anpilogov  | Union soviétique   | 29    | 15   | 14   | 6  | 4,8 |

## Tournoi olympique femmes

### Qualifications
Les six équipes qualifiées sont :
| Équipe             | Motif de qualification                                | Commentaire              |
| ------------------ | ----------------------------------------------------- | ------------------------ |
| Union soviétique   | Pays hôte (et finaliste du Championnat du monde 1978) | -                        |
| Allemagne de l'Est | Vainqueur du Championnat du monde 1978                | -                        |
| Hongrie            | 3e du Championnat du monde 1978                       | -                        |
| Tchécoslovaquie    | 4e du Championnat du monde 1978                       | -                        |
| Yougoslavie        | 5e du Championnat du monde 1978                       | -                        |
| Corée du Sud       | Vainqueur du tournoi de qualification olympique       | Boycott                  |
| RP Congo           | 2e du tournoi de qualification olympique              | Remplace la Corée du Sud |

### Résultats
Dans cette poule unique, l'URSS remporte tous ses matchs et conserve ainsi son titre olympique. La Yougoslavie et l'Allemagne de l'Est, à égalité de points et ayant fait match nul, sont départagées à la différence de buts générale au profit des Yougoslaves. Pour la même raison, la Hongrie se classe 4e devant la Tchécoslovaquie.
| \| \| Équipe \| Pts \| J \| G \| N \| P \| Bp \| Bc \| Diff \| Dép \| \| ----------------------------------- \| ------------------ \| --- \| - \| - \| - \| - \| --- \| --- \| ---- \| --- \| \| Médaille d'or, Jeux olympiques \| Union soviétique \| 10 \| 5 \| 5 \| 0 \| 0 \| 99 \| 52 \| 47 \| / \| \| Médaille d'argent, Jeux olympiques \| Yougoslavie \| 7 \| 5 \| 3 \| 1 \| 1 \| 107 \| 67 \| 40 \| +40 \| \| Médaille de bronze, Jeux olympiques \| Allemagne de l'Est \| 7 \| 5 \| 3 \| 1 \| 1 \| 91 \| 58 \| 33 \| +33 \| \| 4e \| Hongrie \| 3 \| 5 \| 1 \| 1 \| 3 \| 80 \| 74 \| 6 \| +6 \| \| 5e \| Tchécoslovaquie \| 3 \| 5 \| 1 \| 1 \| 3 \| 65 \| 78 \| -13 \| -13 \| \| 6e \| RP Congo \| 0 \| 5 \| 0 \| 0 \| 5 \| 46 \| 159 \| -113 \| / \| | - Champion olympique - Vice-champion olympique - Médaille de bronze |     |   |   |   |   |     |     |      |     |
| | Équipe                                                              | Pts | J | G | N | P | Bp  | Bc  | Diff | Dép |
| Médaille d'or, Jeux olympiques | Union soviétique                                                    | 10  | 5 | 5 | 0 | 0 | 99  | 52  | 47   | /   |
| Médaille d'argent, Jeux olympiques | Yougoslavie                                                         | 7   | 5 | 3 | 1 | 1 | 107 | 67  | 40   | +40 |
| Médaille de bronze, Jeux olympiques | Allemagne de l'Est                                                  | 7   | 5 | 3 | 1 | 1 | 91  | 58  | 33   | +33 |
| 4e | Hongrie                                                             | 3   | 5 | 1 | 1 | 3 | 80  | 74  | 6    | +6  |
| 5e | Tchécoslovaquie                                                     | 3   | 5 | 1 | 1 | 3 | 65  | 78  | -13  | -13 |
| 6e | RP Congo                                                            | 0   | 5 | 0 | 0 | 5 | 46  | 159 | -113 | /   |

| 21 juillet 1980 17h00 | Union soviétique         | 30 – 11  | RP Congo           | Palais des sports Sokolniki |
| 21 juillet 1980 17h00 | Kotchergina, Odinokova 8 | (17 – 4) | Solange Koulinka 5 | Palais des sports Sokolniki |

| 21 juillet 1980 18h30 | Allemagne de l'Est | 16 – 10 | Tchécoslovaquie      | Palais des sports du Dinamo |
| 21 juillet 1980 18h30 | Kristina Richter 4 | (8 – 6) | Foltýnová, Kuťková 3 | Palais des sports du Dinamo |

| 21 juillet 1980 20h00 | Hongrie      | 10 – 19 | Yougoslavie       | Palais des sports du Dinamo |
| 21 juillet 1980 20h00 | Éva Csulik 4 | (4 – 8) | Biserka Višnjić 5 | Palais des sports du Dinamo |

| 23 juillet 1980 17h00 | Union soviétique    | 17 – 7  | Tchécoslovaquie    | Palais des sports Sokolniki |
| 23 juillet 1980 17h00 | Lioubov Odinokova 5 | (8 – 4) | Milena Foltýnová 5 | Palais des sports Sokolniki |

| 23 juillet 1980 18h30 | Hongrie          | 39 – 10  | RP Congo           | Palais des sports du Dinamo |
| 23 juillet 1980 18h30 | Marianna Nagy 13 | (19 – 6) | Solange Koulinka 7 | Palais des sports du Dinamo |

| 23 juillet 1980 20h00 | Allemagne de l'Est | 15 – 15 | Yougoslavie        | Palais des sports du Dinamo |
| 23 juillet 1980 20h00 | Sabine Röther 4    | (8 – 6) | Biserka Višnjić 10 | Palais des sports du Dinamo |

| 25 juillet 1980 17h00 | Union soviétique      | 16 – 12 | Hongrie             | Palais des sports Sokolniki |
| 25 juillet 1980 17h00 | Tatiana Kotchergina 9 | (9 – 5) | Nagy, Sterbinszky 4 | Palais des sports Sokolniki |

| 25 juillet 1980 18h30 | Allemagne de l'Est | 28 – 6   | RP Congo           | Palais des sports du Dinamo |
| 25 juillet 1980 18h30 | Evelyn Matz 6      | (15 – 4) | Solange Koulinka 3 | Palais des sports du Dinamo |

| 25 juillet 1980 20h00 | Tchécoslovaquie | 15 – 25  | Yougoslavie       | Palais des sports du Dinamo |
| 25 juillet 1980 20h00 | Jana Kuťková 6  | (7 – 13) | Biserka Višnjić 9 | Palais des sports du Dinamo |

| 27 juillet 1980 17h00 | Union soviétique  | 18 – 9   | Yougoslavie      | Palais des sports Sokolniki |
| 27 juillet 1980 17h00 | Larissa Karlova 8 | (10 – 4) | Svetlana Kitić 6 | Palais des sports Sokolniki |

| 27 juillet 1980 18h30 | Tchécoslovaquie | 23 – 10 | RP Congo         | Palais des sports du Dinamo |
| 27 juillet 1980 18h30 | Jana Kuťková 9  | (9 – 3) | trois joueuses 2 | Palais des sports du Dinamo |

| 27 juillet 1980 20h00 | Allemagne de l'Est | 19 – 9  | Hongrie         | Palais des sports du Dinamo |
| 27 juillet 1980 20h00 | Sabine Röther 6    | (9 – 3) | Marianna Nagy 4 | Palais des sports du Dinamo |

| 29 juillet 1980 13h00 | Yougoslavie       | 39 – 9   | RP Congo          | Palais des sports Sokolniki |
| 29 juillet 1980 13h00 | Svetlana Kitić 14 | (16 – 5) | quatre joueuses 2 | Palais des sports Sokolniki |

| 29 juillet 1980 14h30 | Hongrie         | 10 – 10 | Tchécoslovaquie | Palais des sports Sokolniki |
| 29 juillet 1980 14h30 | Marianna Nagy 3 | (3 – 6) | Jana Kuťková 4  | Palais des sports Sokolniki |

| 29 juillet 1980 18h30 | Allemagne de l'Est | 13 – 18 | Union soviétique | Palais des sports Sokolniki |
| 29 juillet 1980 18h30 | Kristina Richter 6 | (6 – 7) | Olga Zoubareva 8 | Palais des sports Sokolniki |

### Statistiques
Les meilleures buteuses sont :
| Rang | Joueuse             | Nation             | Buts  | Buts | Buts | MJ | Moy |
| Rang | Joueuse             | Nation             | Total | Ch.  | 7m   | MJ | Moy |
| ---- | ------------------- | ------------------ | ----- | ---- | ---- | -- | --- |
| 1    | Biserka Višnjić     | Yougoslavie        | 33    | 21   | 12   | 5  | 6,6 |
| 2    | Svetlana Kitić      | Yougoslavie        | 29    | 13   | 16   | 5  | 5,8 |
| 3    | Tatiana Kotchergina | Union soviétique   | 28    | 16   | 12   | 5  | 5,6 |
| 4    | Marianna Nagy       | Hongrie            | 26    | 16   | 10   | 5  | 5,2 |
| 5    | Jana Kuťková (en)   | Tchécoslovaquie    | 22    | 2    | 20   | 5  | 4,4 |
| 6    | Olga Zoubareva      | Union soviétique   | 21    | 9    | 12   | 5  | 4,2 |
| 7    | Larissa Karlova     | Union soviétique   | 19    | 19   | 0    | 5  | 3,8 |
| 7    | Solange Koulinka    | RP Congo           | 19    | 16   | 3    | 5  | 3,8 |
| 7    | Sabine Röther (en)  | Allemagne de l'Est | 19    | 12   | 7    | 5  | 3,8 |
| 7    | Kristina Richter    | Allemagne de l'Est | 19    | 9    | 10   | 5  | 3,8 |

### Galerie

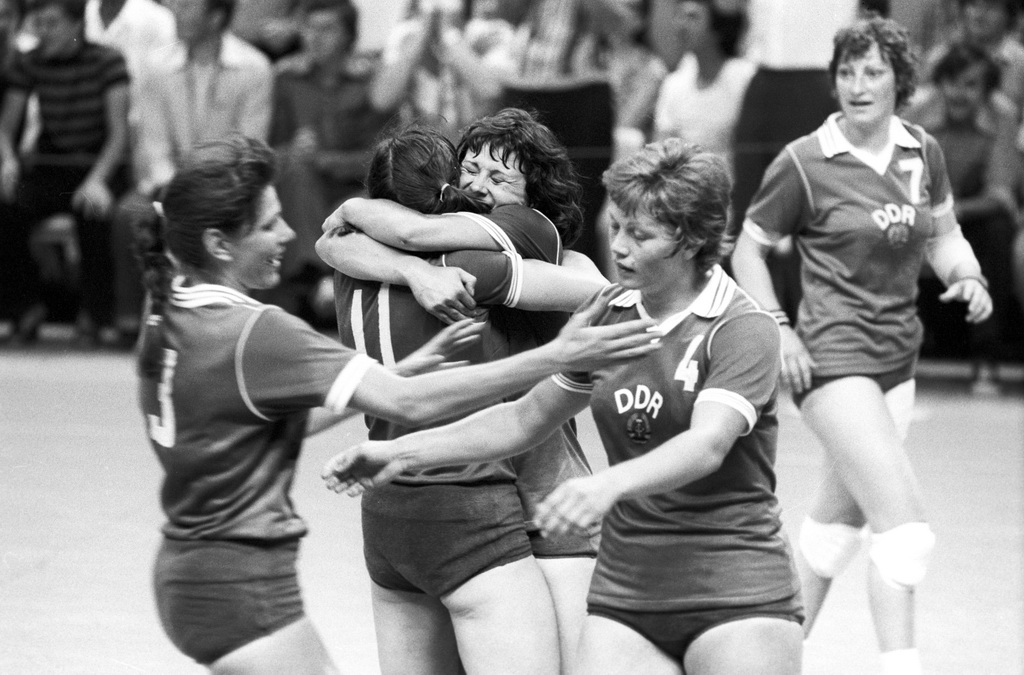
Les Est-Allemandes célèbrent leur victoire face à la Tchécoslovaquie
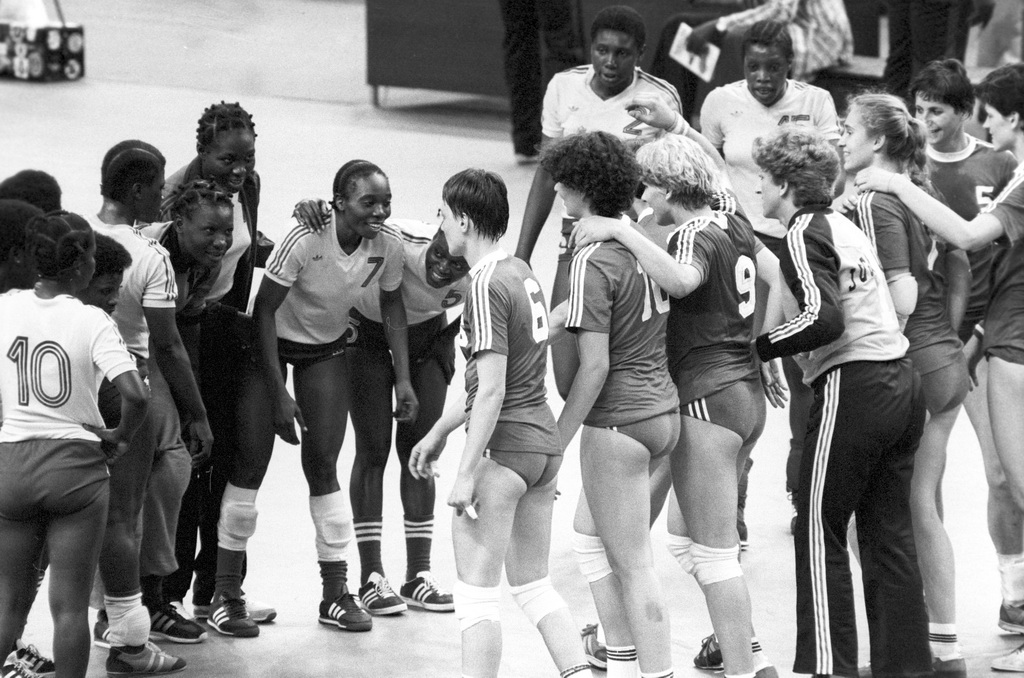
Avant-match entre le Congo et la Yougoslavie
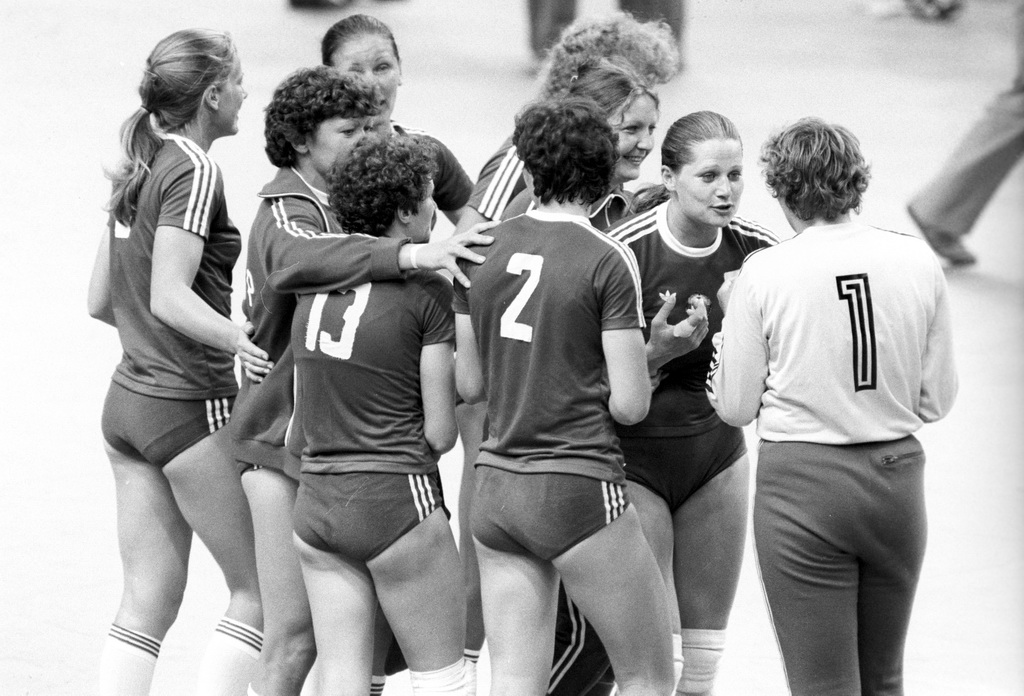
Les Soviétiques se congratulent après leur victoire face à la RDA
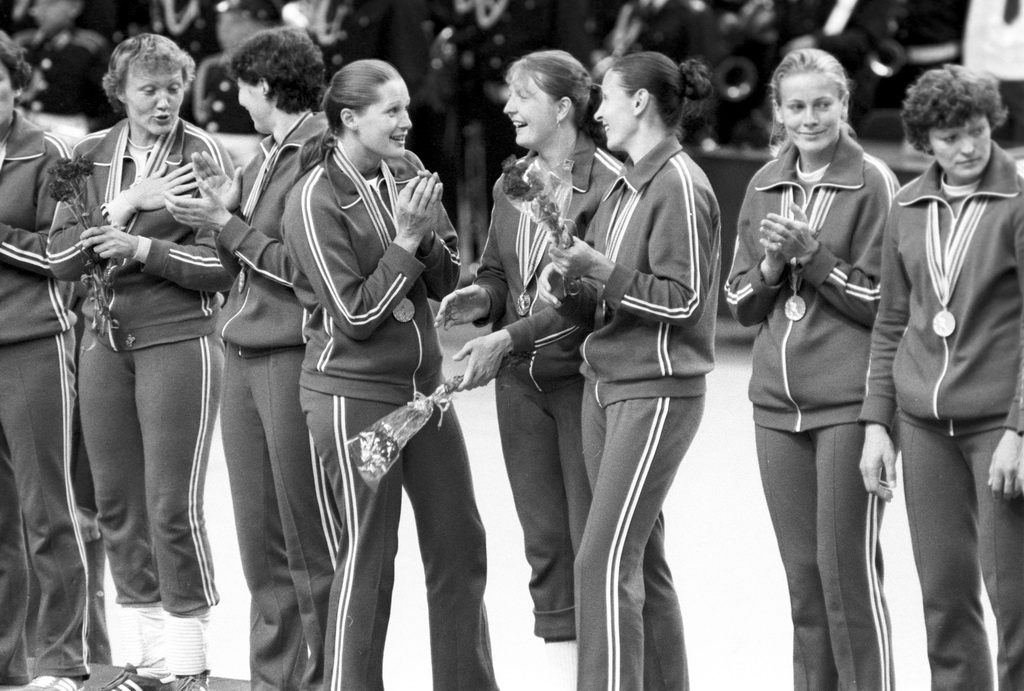
L'équipe d'URSS, championne olympique

## Tableau des médailles
| Rang  | Nation             | Or | Argent | Bronze | Total |
| ----- | ------------------ | -- | ------ | ------ | ----- |
| 1     | Union soviétique   | 1  | 1      | 0      | 2     |
| 2     | Allemagne de l'Est | 1  | 0      | 1      | 2     |
| 3     | Yougoslavie        | 0  | 1      | 0      | 1     |
| 4     | Roumanie           | 0  | 0      | 1      | 1     |
| Total | Total              | 2  | 2      | 2      | 6     |

## Arbitres
La Fédération internationale de handball (IHF) a sélectionné 12 binômes d'arbitres pour les deux tournois :
- Hansruedi Rykart (2) et Hansueli Ischer (2)
- Jack Falk Rodil (3) et Kurt Emil Ohlsen (2)
- Carl-Olov Nilsson (2) et Lars-Eric Jersmyr
- Cestmir Sladký et Josef Korec
- Christian Lux et Jean-Claude Lelarge
- Milan Valčić (3) et Miodrag Stanojević (2)
- Gerrit van den Ham et Gerrit Houtbraken
- Evgeni Kabadelov et Luben Kostov
- Peter Rauchfuß (2) et Rudolf Buchda
- Wladisław Arciszewski et Zdzisław Jeziorny
- Gyorgy Fülöp (2) et Péter Szendrey
- Andris Vitols (2) et Jānis Ķuzulis (2)

Le Danois Jack Falk Rodil et le Yougoslave Milan Valčić participent à leurs troisièmes Jeux olympiques tandis que neuf autres arbitres ont précédemment officié à Montréal en 1976.